# Trinity Blood
Trinity Blood (яп. トリニティ・ブラッド, торінітеі бураддо укр. Кров Трійці) — серія відомих японських ранобе Йосіди Сунао з ілюстраціями Сібамоти Торес. Ранобе виходили в журналі «The Sneaker». У 2004 році «Кров Трійці» була адаптована в манґу Йосідою Сунао з ілюстраціями Кійо Кудзьо. Після смерті Йосіди 15 липня 2004 року, автором манґи стає його близький товариш Кентаро Ясуі. За мотивами манґи був знятий 24-серійний аніме-серіал у жанрі постапокаліпсис, випущений у 2005 році студією GONZO Digimation. Прем'єрний показ аніме відбувся на японському телеканалі WOWOW 28 квітня 2005 року.
Крім постапокаліптичних мотивів у творі відчувається сильний вплив класичних історій про вампірів, що послужило приводом для численних порівнянь «Trinity Blood» з такими відомими серіалами, як «Hellsing» та «Vampire Hunter D».
Манґа «Trinity Blood» користується великою популярністю в Японії. Перший том досяг 30-ї сходинки ТОП 100 бестселерів за листопад 2006 року. Інші томи також з'являлись в рейтингу за березень, липень та листопад 2007 року.
Аніме «Trinity Blood» мало високі рейтинги на японському телебаченні, показ аніме в Північній Америці також був успішним.

## Передісторія
У 2080 році перед людством гостро постала проблема перенаселення. Тоді ж був заснований проект «Червоний Марс», який мав на меті колонізувати сусідню планету. В рамках цього проекту в різних лабораторіях були штучно створені чотири людини — Ліліт, Каїн, Авель і Сес, двоє з яких, Авель і Каїн, мали майже ідентичну генетичну інформацію. З часом з об'єктів експериментів вони перетворилися на керівників цього проекту, кожен у своїй галузі. Далі всіх просунувся Каїн: добрий, м'який, доброзичливий, він умів завойовувати любов і довіру; а от характер Авеля, навпаки, був не найкращим.
Нарешті, була організована перша експедиція на Марс, куди відправили в цілому 100 000 людей, в тому числі і чотирьох штучно створених. Пізніше прислали ще одну групу, другу хвилю колонізації.
На Марсі характер Авеля остаточно зіпсувався, і решта вирішили його позбутися, кинувши його десь в незвіданих областях. Ліліт, дізнавшись про це, тут же помчала за ним і знайшла його, але на зворотному шляху її машина зламалася, і вони змушені були добиратися пішки. Заблукавши в недослідженій місцевості, вони виявили космічний корабель «Ковчег» зі слідами діяльності якогось розумного життя.
На кораблі, серед іншого, були виявлені і нові технології — наномашини «крусніки», які, бувши щеплені живим істотам, розвивали в них надздібності. Через деякий час у лабораторії, в якій працювали Каїн і його асистент, стався нещасний випадок. Точно невідомо, що там сталося, але Каїну та асистенту загрожувала смерть, і тоді Сес, бажаючи врятувати життя брата, вирішила ввести в кров Каїна і його асистента «крусніків». Каїн вижив, а асистент — ні.
На Землі дуже зацікавилися новими технологіями. Усім хотілося скористатися перевагами, які давали ці чудові наномашини, але ніхто не хотів ними ділитися, і це привело до Третьої світової війни, яку пізніше назвуть Армагеддоном. Велика частина земних материків була знищена, від Євразії залишилися тільки Європа і Близький Схід.
Тим часом Каїн, що залишився на Марсі, дуже змінився. Попри гадану доброту, у глибині душі Каїн ненавидів людство, яке зробило його піддослідним кроликом і позбавило права на «нормальне життя». Інфікування «крусніком» стало каталізатором. Каїн випустив своїх демонів назовні і розв'язав громадянську війну. В результаті був знищений один з кораблів, що доставили людей на Червону планету, і сталося видворення першої хвилі колонізаторів.
«Поверненці», викинуті Каїном, прибули на Землю через 80 років після Армагеддону. З жахом зрозумівши, що людство втратило основні досягнення технології і самої цивілізації, вони допомогли людям дещо відновити.
Авель і Сес теж ввели собі «крусніків» і з другою хвилею колонізаторів відбули назад на Землю на «Ковчезі». Втім, корабель не посадили на Землю — він був залишений на орбіті як штучний супутник, а транспортування людей між «Ковчегом» і Землею здійснювалася особливим ліфтом. Друга хвиля колонізаторів була налаштована зовсім не так дружелюбно — марсіани вже усвідомили свою перевагу над людьми, і доля людства їх більше не турбувала. Каїн не приховував своїх намірів знищити людство, але Авель, Сес і Ліліт були проти. Скоро стався нещасний випадок — один із землян убив «поверненця». Авель дуже роздратувався, а Каїн вирішив використати це як привід для початку війни.
Однак Ліліт твердо встала на сторону людей. Вона як і раніше вважала колонізаторів і землян однаковими. Ліліт була дуже дорога Авелю — після того, як вона врятувала його на Марсі, він відчував до неї прихильність. Авель не розкаявся, але вперше в житті він почав сумніватися в правильності своїх вчинків і ненадовго відійшов від справ.
І ось тут-то з'ясувалося, що таке «крусніки». Наномашини «круснік» — це особлива форма життя, яка паразитує на носії й опановує його розум. Стовідсотковим Крусніком ставати категорично не можна — вони заволодіють свідомістю носія повністю.
Тим часом Ліліт запропонувала Каїнові переговори на «Ковчезі». Каїн, який на той час став 100%-ним Крусніком, удав, ніби погодився, щоб скористатися ситуацією і вбити Ліліт. Авель, дізнавшись про переговори, зрозумів, що насправді затіває Каїн, але запізнився — Каїн убив Ліліт. Озвірівши від того, Авель, який ніколи не відрізнявся сумирною і терплячою вдачею, намагається вбити Каїна, засунувши його в коридор ліфта, тобто, по суті, відправивши на Землю через відкритий космос. Після чого Авель забирає тіло Ліліт, знищує ліфт на «Ковчезі» і відбуває з тілом Ліліт в невідомому напрямку.
На Землі ж тривало протистояння — попри те, що їхній лідер пропав і, очевидно, загинув, «поверненці» вже звикли вважати себе панівною расою і не збиралися залишати в живих простих людей.
Слабке людство не могло дати гідну відсіч расі надлюдей, і йому загрожувала загибель, але раптом виявилося, що наномашини «поверненців» на Землі чи то дали збій, то чи мутували — вони почали поглинати червоні клітини крові носіїв. Тому «поверненці» потребували гемоглобіну; крім того, вони стали боятися ультрафіолетових променів, тому що могли згоріти в них живцем. Тобто вони боялися сонця і їм потрібно було пити кров, щоб вижити. Люди прозвали їх вампірами.

## Світ
Дія серіалу відбувається в 3060 році, через 900 років після третьої світової війни, що майже повністю знищила світ. Хоча причини війни, яка більше відома під назвою «Армагеддон», стерлися з пам'яті людей, важкий спадок минулого продовжує отруювати життя тих, хто пережив катаклізм.
По-перше, єдиними ділянками Землі, що залишилися придатними, для життя, є Південна та Східна Європа, а також частина Британських островів, Близький Схід та північне узбережжя Африки. По-друге, через руйнування, які принесла з собою війна, більшість технологічних та культурних досягнень людської цивілізації були загублені. Найбільше «загублених технологій» по незрозумілих причинах до 3060-го року зберегла держава Альбіон, розташована на території сучасної Англії. Двома іншими найбільшими державами світу є Ватикан (територія сучасної Італії) та Нова Людська Імперія, також відома як Імперія Метоселан (територія сучасної Туреччини та частина Східної Європи). Ватикан та Нова Людська Імперія мають загальний кордон, і він проходить (принаймні, частково) по Дунаю.

### Раси

#### Вампіри

Каїн (Круснік 01), в своїй подобі Крусніка

Другими у світі за технологічними досягненням вважаються вампіри. Поява нової, обдарованої надлюдськими здібностями раси прийнято пов'язувати з випадковими мутаціями, викликаними використанням ядерної зброї, проте насправді вампіри є звичайними людьми, зараженими особливим різновидом вірусу, походження якого також оповите мороком століть.
Слово «вампіри» використовується стосовно заражених через ряд особливостей, разюче схожих із класичними надприродними здібностями вампірів середньовічної традиції: нелюдська швидкість реакції та рухів, прискорена регенерація, боязнь сонячного світла (точніше, тільки ультрафіолету), і найголовніше — регулярна потреба споживати гемоглобін з крові незаражених людей. Остання, щоправда, без проблем задовольняється штучними джерелами.
Більшість заражених вірусом вважають термін «вампір» принизливим, віддаючи перевагу слову «метоселан» (похідна від латинського написання імені найстарішої людини, відміченої в Біблії, — Мафусаїла — Methoselah), натякаючи тим самим на тривалість свого життя, що у багато разів перевищує в середньому тривалість життя звичайної людини.

#### Крусніки
З часів появи перших метоселан набула широкого поширення легенда про крусніків (від сербського «Krsnik» — чаклун, морок, заклинатель вампірів) — істотах, людей, що харчуються кров'ю, заражених вірусом (тобто, кров'ю метоселан) так само, як вони п'ють кров звичайних людей. Головний герой серіалу Авель Найтроуд є Крусніком; окрім нього, існують ще три крусніки: його старший брат Каїн, їх сестра Сет Найтроуд та Ліліт Саль, їх прототип.

## Сюжет
Сюжет серіалу розгортається через дев'ять століть після Армагеддону у світі, де метоселани, що заснували свою Імперію в Східній Європі, та люди, оплотом яких вважається Ватикан, перебувають у постійному протистоянні на ґрунті взаємної ксенофобії та неприйняття один одного.
Проте, у верхах Ватикану зріє план примирення з Імперією. Кардинал Катерина Сфорца, засновниця та керівник організації «AX», особливого відділення Міністерства закордонних справ Ватикану, поставила за мету порозумітися з верхівкою Імперії, проте її завдання ускладнюється як загальним презирством та жорстокістю метоселан стосовно звичайних людей, так і радикальною політикою її старшого брата, кардинала Франческо ді Медічі. Молодий Папа римський Алессандро XVIII, бувши недосвідченим та м'яким політиком та одночасно молодшим братом обох кардиналів, постійно вимушений розриватися між їх вимогами.
І в цій нестабільній ситуації відбувається захоплення летючого кораблю Альбіону терористичною організацією вампірів, пов'язаною зі стародавнім орденом «Розен Кройц» — це стає першою ланкою у ланцюгу подій, які виявляться доленосними для всіх людей та метоселан світу.

## Персонажі

Авель Найтроад (на фоні Авель у формі крусніка)

Авель Найтроад — крустнік № 02. Молодший брат Каїна. Один з людей створених для проекту «Червоний Марс».
З дитинства був дуже жорстоким, ненавидів інших людей, тому учасники проекту відповідали йому тим же. Одного разу колонізатори вирішили від нього позбавиться — вони викинули Авеля на неосвоєну територію Марса, залишивши йому лише невелику кількість кисню.
Дізнавшись про це, Ліліт відправилася за Авелем, внаслідок чого випадково наткнулася на невідомий корабель прибульців, — Арком, де знайшла новий вид наномашин — крусніки.
Пізніше Авель разом з другою хвилею колонізаторів повертається на Землю (приблизно в цей час Авель отримує наномашини та стає крусніком), та очолює метоселан у війні проти людей.
Після смерті Ліліт, він будує їй гробницю недалеко від Риму, де і проводить понад 800 років, аж до порятунку ним 14-ї Катерини Сфорца.
У звичайному житті Авель трохи дурнуватий та милий священик. Обожнює солодке, чай п'є виключно з 13 шматочками цукру.
Віддає перевагу не вбивствам, а вирішенню конфліктів мирних шляхом. Готовий допомагати всім та кожному, намагаючись замолити свої гріхи минулого. Авель сильно змінив своє відношення до землян та метоселан — він вважає, що між ними немає великої різниці та вони повинні жити в мирі.
У наш час працює священиком-агентом в АХ.
Сейю: Тоуті Хіроку
Трес Ікус HC III X (лат. Homo Caedius, Людина, що вбиває) — Кіборг. Проект створення кіборгів розроблявся професором Зебетто Гарібальдіом (у 3036 році він починає розробляти ідею створення солдатів-кіборгів серії HC), але потім професор попав в руки Ватикану. (У квітні 3055 року після поразки повстання єпископа Гарібальдіа. Авель та Катерина знаходять HC III X).
Свідомість Треса дуже нестабільна, саме це було головною причиною для встановлення програми підпорядкування Катерині Сфорца.
Як кіборг, окрім металевих частин тіла має також органічний орган — частину головного мозку. Взагалі не потребує ніякого живлення.
Фанатично відданий Катерині. Катерина також служить своєрідним «обмежувачем» його дій.
Сейю: Накаі Кадзуя
Леон Гарсія де Астуріас — агент AX. Народився в 3031 році.
Леону близько 30 років, у нього є донька на ім'я Фана, яка вже протягом двох років знаходиться в лікарні Ватикану після перенесеної важкої хвороби. Леон шалено любить свою доньку та живе лише ради неї.
Леон — колишній військовий, він був капітаном королівської армії під час Марокканської війни за незалежність, за участь в якій був нагороджений. Служив спецагентом у ВМС.
Якимсь чином пов'язаний з масовим вбивством 30 священнослужителів, за що був засуджений до страти, яка не відбулася завдяки АХ та згоді Леона працювати на них в 3058 році.
Сейю: Кояма Тсуйосі

## Новели

Обкладинка першого тому RAM

Серія Trinity Blood була створена японським письменником Йосідою Сунао, автор ілюстрацій — Сібамото Торес.
Новели діляться на дві серії: Кров Трійці: Лють проти місяців (англ. Trinity Blood: Rage Against the Moons або просто RAM) та Кров Трійці: Переродження на Марсі (англ. Trinity Blood: Reborn on the Mars або ROM).
Обидві серії виходили в журналі «The Sneaker» видавництва Kadokawa з 2001 по 2005 рік.
Новели були перекладені на англійську та опубліковані, з перервою в чотири місяці між серіями, компанією Tokyopop. Автор перекладу — Морено Анастасія, коректура — Нітза Джея.
В Іспанії новели публікуються видавництвом Timun Mas. Перший том вийшов 18 вересня 2007 року і нині вже опубліковано чотири тома з першої серії та три з другої. В Італії та Німеччині новели публікуються видавництвом Panini Books, в Південній Кореї — Daiwon C.I..

### Список томів Rage Against the Moons
| Том | Японською | Японською | Англійською                                          | Англійською                                          |                                                      |
| Том | Дата виходу | ISBN | Дата виходу                                          | ISBN                                                 |                                                      |
| --- | --- | --- | ---------------------------------------------------- | ---------------------------------------------------- | ---------------------------------------------------- |
| 1 | 27 квітня, 2001 | ISBN 4-04-418404-6 | 10 квітня, 2007                                      | ISBN 978-1-59816-953-9                               |                                                      |
| Розповіді - Персонажі - Пролог - Нічний політ - Полювання на відьом - З Імперії - Танцюючий з мечем - Екстра               | Розповіді - Персонажі - Пролог - Нічний політ - Полювання на відьом - З Імперії - Танцюючий з мечем - Екстра               | Розповіді - Персонажі - Пролог - Нічний політ - Полювання на відьом - З Імперії - Танцюючий з мечем - Екстра               | Назва тому - З Імперії フロム・ジ・エンパイア        | Назва тому - З Імперії フロム・ジ・エンパイア        |                                                      |
| 2 | 26 грудня, 2001 | ISBN 4-04-418406-2 | 11 грудня, 2007                                      | ISBN 978-1-59816-954-6                               |                                                      |
| Розповіді - Персонажі - Утопія - Безмовний Шум - Перевершувати - Клинок на ремені: Кров Трійці. Додаткова історія - Екстра | Розповіді - Персонажі - Утопія - Безмовний Шум - Перевершувати - Клинок на ремені: Кров Трійці. Додаткова історія - Екстра | Розповіді - Персонажі - Утопія - Безмовний Шум - Перевершувати - Клинок на ремені: Кров Трійці. Додаткова історія - Екстра | Назва тому - Безмовний Шум サイレント・ノイズ        | Назва тому - Безмовний Шум サイレント・ノイズ        |                                                      |
| 3 | 31 серпня, 2002 | ISBN 4-04-418408-9 | 12 червня, 2008                                      | ISBN 978-1-59816-955-3                               |                                                      |
| Розповіді - Персонажі - Північна втеча - Ісус Христос - Знання віри - Пістолети та мечі - Екстра                           | Розповіді - Персонажі - Північна втеча - Ісус Христос - Знання віри - Пістолети та мечі - Екстра                           | Розповіді - Персонажі - Північна втеча - Ісус Христос - Знання віри - Пістолети та мечі - Екстра                           | Назва тому - Знання віри ノウ・フェイス              | Назва тому - Знання віри ノウ・フェイス              |                                                      |
| 4 | 28 березня, 2003 | ISBN 4-04-418410-0 | 2 грудня, 2008                                       |                                                      |                                                      |
| Розповіді | Розповіді | Розповіді | Назва тому - День правосуддя ジャッジメント・デイ    | Назва тому - День правосуддя ジャッジメント・デイ    |                                                      |
| 5 | 1 лютого, 2004 | ISBN 4-04-418413-5 |                                                      |                                                      |                                                      |
| Розповіді | Розповіді | Розповіді | Назва тому - Пташина клітка バード・ケージ           | Назва тому - Пташина клітка バード・ケージ           | Назва тому - Пташина клітка バード・ケージ           |
| 6 | 28 грудня, 2004 | ISBN 4-04-418415-1 |                                                      |                                                      |                                                      |
| Розповіді | Розповіді | Розповіді | Назва тому - Апокаліпсис сьогодні アポカリプス・ナウ | Назва тому - Апокаліпсис сьогодні アポカリプス・ナウ | Назва тому - Апокаліпсис сьогодні アポカリプス・ナウ |

## Манґа

Обкладинка першого тому манґи

Новели «Trinity Blood» були адаптовані в манґу Йосідою Сунао з ілюстраціями Кійо Кудзьо. Після смерти Йосіди 15 липня 2004 року, автором манґи стає його близький товариш Кентаро Ясуі.
Манґа виходить в сьодзьо журналі «Monthly Asuka» видавництва Kadokawa Shoten. Епізоди, опубліковані в журналі, через деякий час публікуються видавництвом Kadokawa Shoten в форматі танкобону під торговою маркою Azuka Comics. Перший танкобон вийшов 17 березня 2004 року і нині вийшло вже 10 томів манґи.
В Північній Америці манґу випускає компанія Tokyopop. Автори англійського перекладу Бені Аксія Конрад та Крістіна Боулен.
В Австралії манґу випускає видавництво Madman Entertainment.

### Томи манґи
| Том | Японською        | Японською              | Англійською        | Англійською            | Англійською |
| Том | Дата виходу      | ISBN                   | Дата виходу        | ISBN                   |             |
| --- | ---------------- | ---------------------- | ------------------ | ---------------------- | ----------- |
| 1   | 17 березня, 2004 | ISBN 978-4049249705    | 7 листопада, 2006  | ISBN 978-1-59816-674-3 |             |
| 2   | 17 липня, 2004   | ISBN 978-4049249767    | 13 березня, 2007   | ISBN 978-1-59816-675-0 |             |
| 3   | 17 січня, 2005   | ISBN 978-4049249941    | 3 липня, 2007      | ISBN 978-1-59816-676-7 |             |
| 4   | 17 червня, 2005  | ISBN 978-4049250039    | 13 листопада, 2007 | ISBN 978-1-59816-677-4 |             |
| 5   | 17 вересня, 2005 | ISBN 978-4049250121    | 13 лютого, 2008    | ISBN 978-1-4278-0014-5 |             |
| 6   | 2 лютого, 2006   | ISBN 978-4049250213    | 13 травня, 2008    | ISBN 978-1427800152    |             |
| 7   | 15 липня, 2006   | ISBN 978-4049250299    | 12 серпня, 2008    | ISBN 978-1427801777    |             |
| 8   | 16 грудня, 2006  | ISBN 978-4049250381    |                    |                        |             |
| 9   | 17 травня, 2007  | ISBN 978-4049250435    |                    |                        |             |
| 10  | 16 лютого, 2008  | ISBN 978-4-04-925057-2 |                    |                        |             |

## Аніме

### Список епізодів аніме
| Номер | Англійська назва                                      | Українська назва                             | Дата виходу в Японії | Англійська дата трансляції |
| ----- | ----------------------------------------------------- | -------------------------------------------- | -------------------- | -------------------------- |
| 01    | Flight Night                                          | Нічний політ                                 | 28 квітня 2005       | 6 липня 2006               |
| 02    | Witch Hunt                                            | Полювання на відьом                          | 5 травня 2005        | 13 липня 2006              |
| 03    | The Star of Sorrow Ⅰ. City of Blood                   | Зірка Скорботи Ⅰ. Місто Крові                | 12 травня 2005       | 20 липня 2006              |
| 04    | The Star of Sorrow Ⅱ. Hunter's Banquet                | Зірка Скорботи Ⅱ. Бенкет мисливця            | 19 травня 2005       | 27 липня 2006              |
| 05    | Yesterday, Today and Tomorrow                         | Вчора, сьогодні та завтра                    | 26 травня 2005       | 3 серпня 2006              |
| 06    | Sword Dancer                                          | Танцюючий з мечем                            | 9 червня 2005        | 10 серпня, 2006            |
| 07    | Never Land                                            | Неверландія                                  | 16 червня 2005       | 17 серпня 2006             |
| 08    | Silent Noise                                          | Тихий шум                                    | 23 червня 2005       | 24 серпня 2006             |
| 09    | Overcount Ⅰ. The Belfry of Downfall                   | Переоцінка Ⅰ. Падіння дзвіниці               | 30 червня 2005       | 31 серпня 2006             |
| 10    | Overcount Ⅱ. Lucifer's Choice                         | Переоцінка Ⅱ. Вибір Люцефера                 | 7 липня 2005         | 7 вересня 2006             |
| 11    | From the Empire                                       | З Імперії                                    | 14 липня 2005        | 14 вересня 2006            |
| 12    | The Ibelis Ⅰ. Evening Visitors                        | Ібеліс Ⅰ. Вечірні відвідувачі                | 21 липня 2005        | 21 вересня 2006            |
| 13    | The Ibelis Ⅱ. Betrayal Blaze                          | Ібеліс Ⅱ. Полум'я зради                      | 28 липня 2005        | 28 вересня 2006            |
| 14    | The Ibelis Ⅲ. A Mark of Sinner                        | Ібеліс Ⅲ. Мітка грішника                     | 4 серпня 2005        | 5 жовтня 2006              |
| 15    | The Night Lords Ⅰ. The Return of Envoy                | Повелитель ночі Ⅰ. Повернення посланця       | 11 серпня 2005       | 12 жовтня 2006             |
| 16    | The Night Lords Ⅱ. Twilight of the Capital            | Повелитель ночі Ⅱ. Сутінки в столиці         | 18 серпня 2005       | 19 жовтня 2006             |
| 17    | The Night Lords Ⅲ. The Island of her Darling Children | Повелитель ночі Ⅲ. Острів її улюблених дітей | 25 серпня 2005       | 26 жовтня 2006             |
| 18    | The Night Lords Ⅳ. The Palace of Jade                 | Повелитель ночі Ⅳ. Нефритовий палац          | 15 вересня 2005      | 2 листопада 2006           |
| 19    | The Night Lords Ⅴ. A Start of Pilgrimage              | Повелитель ночі Ⅴ. Початок паломництва       | 22 вересня 2005      | 9 листопада 2006           |
| 20    | The Throne of Roses Ⅰ. Kingdom of the North           | Трон з троянд Ⅰ. Північне королівство        | 29 вересня 2005      | 16 листопада, 2006         |
| 21    | The Throne of Roses Ⅱ. The Refuge                     | Трон з троянд Ⅱ. Притулок                    | 6 жовтня 2005        | 23 листопада 2006          |
| 22    | The Throne of Roses Ⅲ. Lord of Abyss                  | Трон з троянд Ⅲ. Повелитель безодні          | 13 жовтня 2005       | 30 листопада 2006          |
| 23    | The Crown of Thorns Ⅰ. City in the Mist               | Терновий вінець Ⅰ. Місто в імлі              | 20 жовтня 2005       | 7 грудня 2006              |
| 24    | The Crown of Thorns Ⅱ. The Lord of Oath               | Терновий вінець Ⅱ. Присяга                   | 27 жовтня 2005       | 14 грудня 2006             |

### Виноски
1. 1 2  Архівована копія. Архів оригіналу за 20 січня 2008. Процитовано 19 травня 2008.{{cite web}}:  Обслуговування CS1: Сторінки з текстом «archived copy» як значення параметру title (посилання)
2. ↑  Top 100 Graphic Novels Actual--November 2006. ICv2. 18 грудня 2006. Архів оригіналу за 20 січня 2008. Процитовано 30 грудня 2007.
3. ↑  Top 100 Graphic Novels Actual--March 2007. ICv2. 16 квітня 2007. Архів оригіналу за 20 січня 2008. Процитовано 30 грудня 2007.
4. ↑  Top 100 Graphic Novels Actual--July 2007. ICv2. 21 серпня 2007. Архів оригіналу за 9 травня 2008. Процитовано 30 грудня 2007.
5. ↑  Top 100 Graphic Novels Actual--November 2007. ICv2. 17 грудня 2007. Архів оригіналу за 12 травня 2008. Процитовано 30 грудня 2007.
6. ↑  Trinity Blood Arrives in America Summer of '06. ICv2. 5 липня 2005. Архів оригіналу за 20 січня 2008. Процитовано 30 грудня 2007.
7. ↑  FUNimation Nabs 'Black Blood Brothers'. ICv2. 15 травня 2007. Архів оригіналу за 23 квітня 2008. Процитовано 30 грудня 2007.
8. 1 2 3  Tokyopop to Publish 'Trinity Blood' Novels & More. ICv2 News. 1 листопада 2006. Архів оригіналу за 3 грудня 2013. Процитовано 23 грудня 2007.
9. ↑  Leroy Douresseaux (17 червня 2007). TOKYOPOP Fiction: Trinity Blood Rage Against the Moons: Volume 1 (review). The Comic Book Bin. Архів оригіналу за 7 жовтня 2008. Процитовано 23 грудня 2007.
10. ↑  Trinity Blood R.O.M. Scyla. Архів оригіналу за 15 жовтня 2012. Процитовано 16 вересня 2008.
11. ↑  Trinity Blood R.A.M. Scyla. Архів оригіналу за 15 жовтня 2012. Процитовано 16 вересня 2008.
12. 1 2  Список манґи та новел «Trinity Blood». Asuka web site. Kadokawa. Архів оригіналу за 26 червня 2013. Процитовано 8 грудня 2008.
13. ↑  Trinity Blood (manga). Anime News Network. Архів оригіналу за 24 лютого 2008. Процитовано 19 грудня 2007.
14. ↑  Manga Comparison Chart. AnimeOnDVD.com. Архів оригіналу за 26 червня 2013. Процитовано 19 грудня 2007.
15. ↑  Trinity Blood, Volume 1 manga review. AnimeOnDVD.com. Архів оригіналу за 26 червня 2013. Процитовано 19 грудня 2007.
16. 1 2  Trinity Blood Episode List. Anime News Network. Архів оригіналу за 2 травня 2008. Процитовано 19 грудня 2007.